# Chromatomyia tiarellae
Chromatomyia tiarellae är en tvåvingeart som beskrevs av Griffiths 1972. Chromatomyia tiarellae ingår i släktet Chromatomyia och familjen minerarflugor. Inga underarter finns listade i Catalogue of Life.